# (38766) 2000 RV6
2000 RV6 (asteroide 38766) é um asteroide da cintura principal. Possui uma excentricidade de 0.10648120 e uma inclinação de 4.82455º.
Este asteroide foi descoberto no dia 1 de setembro de 2000 por LINEAR em Socorro.